# Acraea stonehami
Acraea stonehami är en fjärilsart som beskrevs av D'abrera 1980. Acraea stonehami ingår i släktet Acraea och familjen praktfjärilar. Inga underarter finns listade i Catalogue of Life.